# Vilhelm Bjerknes

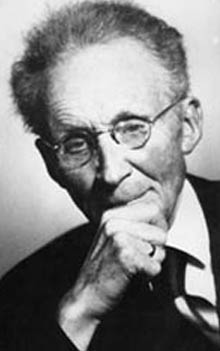
Vilhelm Bjerknes

Vilhelm Friman Koren Bjerknes (Oslo, 14 maart 1862 – aldaar, 9 april 1951) was een Noors meteoroloog. Hij wordt vaak de 'grootste meteoroloog aller tijden' of 'de vader van de moderne meteorologie' genoemd, wegens zijn grote verdiensten voor de ontwikkeling van zowel de theoretische als van de toegepaste meteorologie. In 1933 ontving hij hiervoor de vijfde Buys Ballotmedaille. 
Bjerknes werd geboren in Oslo, waar hij al vroeg kennismaakte met de vloeistofdynamica omdat hij zijn vader Carl Anton Bjerknes hielp bij zijn wiskundig onderzoek. In 1890 werd Bjerknes assistent van Heinrich Hertz waarbij hij een belangrijke bijdrage gaf aan het werk van Hertz aan  elektromagnetische resonantie.
In 1895 werd Bjerknes hoogleraar aan de Universiteit van Stockholm, waar hij werkte aan de interactie tussen vloeistofdynamica en thermodynamica.
Bjerknes heeft als theoreticus reeds in 1904 aangegeven hoe men tot weersverwachtingen door berekening zou kunnen komen, een gedachtegang die pas met het beschikbaar komen van de rekencapaciteit van de computer gerealiseerd kon worden. Voor de operationele meteorologie had hij als theoreticus aanvankelijk weinig belangstelling, hoewel zijn oordeel daarover ('een zeer inexacte wetenschap'), wel wat vriendelijker was dan dat van de Oostenrijkse School van Julius von Hann. 
In 1907 ging Bjerknes terug naar de Universiteit van Oslo, en in 1912 werd hij hoogleraar in Leipzig (Duitsland). In de Eerste Wereldoorlog ging Bjerknes zich op dringend verzoek van de Noorse regering met de operationele meteorologie bezighouden. Met een aantal begaafde jonge medewerkers vormde hij de Noorse School.  In 1917 stichtte Bjerknes het Geofysisch instituut van de universiteit van Bergen (Noorwegen), waar hij ook zijn boek schreef, On the Dynamics of the Circular Vortex with Applications to the Atmosphere and to Atmospheric Vortex and Wave Motion (1921). 
Bjerknes en zijn leerlingen, introduceerden omstreeks 1920 de begrippen luchtsoorten en fronten in de weerkaarten. Hun studie van het polaire front, de grens tussen de tropische en de polaire lucht, leidde tot het conceptuele model voor de ontwikkeling van depressies uit instabiele golven in het polaire front. Hiermee nam de kwaliteit van de verwachtingen met de 'weerkaartenmeteorologie' aanmerkelijk toe. Het belangrijke theoretische werk dat Bjerknes eerder had verricht, zoals het opstellen van een stelsel vergelijkingen voor de fysica van de atmosfeer, ten behoeve van berekende weersverwachtingen, zou pas toepassing vinden in het computertijdperk.
Van 1926 tot zijn pensioen in 1932 bekleedde hij een positie aan de universiteit van Oslo, waar hij ook overleed in 1951. 